# صندوق التنمية الحضرية (مصر)
صندوق التنمية الحضرية هي هيئة اقتصادية عامة مصرية، تتبع رئيس مجلس الوزراء، أُنشأت بقرار رئيس مجلس الوزراء رقم 1779 لسنة 2021، كبديل عن صندوق تطوير المناطق العشوائية الذي تم إلغاؤه. بعد انتهاء الصندوق من مشروعات تطوير المناطق غير الآمنة بنهاية عام 2021، اتجه الصندوق الجديد إلي مشاريع استثمارية مثل تطوير القاهرة التاريخية وحدائق الفسطاط، وتنفيذ مشاريع الإسكان الاستثمارية في عواصم و محافظات الجمهورية مثل مشروع "داره".
يقوم الصندوق بإنشاء وبيع وحدات سكنية استثمارية في عدد من المحافظات دون شروط مقيدة للدخل، كانت أسعارها في ديسمبر 2023 تبدأ من 800 ألف جنيه بمساحة 78 مترًا، وتصل 4 مليون و600 ألف جنيه، على أنه يتم سداد 15% مقدم الوحدات، والباقي على 5 سنوات بأقساط منظمة، وهذا السعر يشمل الفائدة.

## التشريعات المُنظِمة
- قرار رئيس الجمهورية رقم 305 لسنة 2008 بإنشاء صندوق تطوير المناطق العشوائية.[8]
- قرار رئيس مجلس الوزراء رقم 1779 لسنة 2021 بشأن إنشاء صندوق التنمية الحضرية.[9]

## وصلات خارجية
- الموقع الرسمي للصندوق.
- الصفحة الرسمية للصندوق على موقع فيس بوك.